# 美福門院 (小惑星)
美福門院（びふくもんいん、5683 Bifukumonin）は、小惑星帯にある小惑星である。
1990年10月、浦田武が、静岡県清水市（現静岡市清水区）日本平にあった天体観測施設「日本平・大平ステーション」で発見した。

## 命名
名称は、平安時代末期の鳥羽天皇の皇后である美福門院（1117年 - 1160年）にちなむ。命名文には、美福門院による皇位継承への干渉が保元の乱を招いたとある。
浦田は多くの小惑星に『平家物語』に登場する平安時代末期（保元・平治の乱から源平合戦にかけて）の歴史人物の名を付けており、保元の乱で争った (3585) 後白河、(4767) Sutoku（崇徳）も小惑星に命名されている。